# Vytenis Andriukaitis
Vytenis Povilas (Vytenis) Andriukaitis (Kisiur, 9 augustus 1951) is een Litouws politicus.

## Biografie
Vytenis Andriukaitis heeft Geneeskunde en Chirurgie gestudeerd aan de universiteit van Kaunas, en bezit tevens een universitaire graad in Geschiedenis. Tussen 1975 en 1993 werkte hij als arts en chirurg in Kaunas, Ignalina en Vilnius. In de periode dat Litouwen onafhankelijk werd, was hij een van de oprichters van de Sociaaldemocratische Partij en co-auteur van de grondwet van het land. Hij was jarenlang lid van het Litouwse parlement en werd in 2012 minister van Volksgezondheid.
In 2014 werd hij door de Litouwse regering voorgedragen als Europees commissaris. Als Litouws Eurocommissaris volgde hij Algirdas Šemeta op. Hij kreeg de portefeuille Gezondheid en Voedselveiligheid. Zijn benoeming ging in op 1 november 2014 en eindigde 30 november 2019.
Vytenis Andriukaitis · Andrus Ansip (tot 2 juli 2019) · Dimitris Avramopoulos · Elżbieta Bieńkowska · Violeta Bulc · Miguel Arias Cañete  · Corina Crețu (tot 2 juli 2019) · Valdis Dombrovskis  · Marija Gabriel (vanaf 4 juli 2017) · Kristalina Georgieva (tot 1 januari 2017) · Johannes Hahn · Jonathan Hill (tot 15 juli 2016) · Phil Hogan  · Věra Jourová · Jean-Claude Juncker · Jyrki Katainen · Julian King (vanaf 19 september 2016) · Cecilia Malmström · Neven Mimica · Carlos Moedas · Federica Mogherini · Pierre Moscovici · Tibor Navracsics · Günther Oettinger · Maroš Šefčovič · Christos Stylianides · Marianne Thyssen · Frans Timmermans · Karmenu Vella · Margrethe Vestager